# Іскуш
Іску́ш (рос. Искуш, башк. Исҡуш) — село у складі Дюртюлинського району Башкортостану, Росія. Входить до складу Маядиківської сільської ради.
Населення — 202 особи (2010; 214 у 2002).
Національний склад:
- марійці — 94 %